# Wakool
Wakool – miasto w Australii, w stanie Nowa Południowa Walia.